# Deluxe Paint

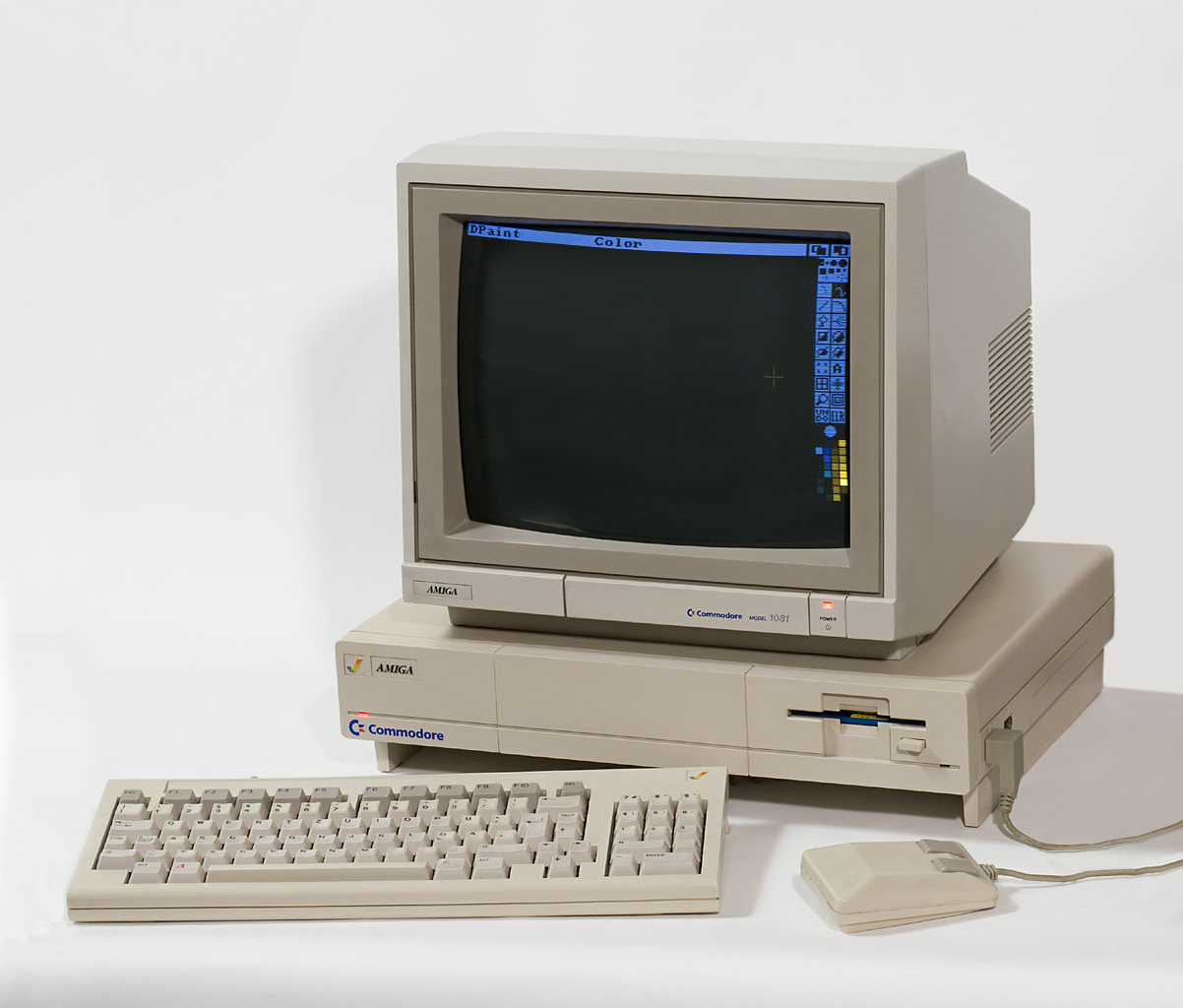
Deluxe Paint lancé sur un Amiga 1000

Deluxe Paint est un logiciel de dessin matriciel créé par Electronic Arts, dont la première version est sortie en novembre 1985 sur Amiga. Utilisé par les graphistes professionnels et amateurs, le logiciel a connu quatre nouvelles versions (Deluxe Paint V est sorti en 1995) et a été adapté sur Apple IIgs, Atari ST et MS-DOS.

## Description
Deluxe Paint a introduit le format IFF (celui des images ILBM). Il disposait d'un cyclage de couleurs permettant des effets d'animation simplifiés (chute d'eau, roue tournant, etc.), copiant ainsi les caractéristiques implémentées auparavant dans NEOchrome (en) sur Atari ST.
Il permet de sélectionner n'importe quelle partie de l'écran et de l'utiliser comme brosse pour dessiner.
Il comporte des outils de dessin géométrique et à main levée.
Compte tenu de sa simplicité et de son efficacité, ce logiciel et ses différentes suites ont été particulièrement utilisés dans le domaine du graphisme en 2D. Il est l'un des précurseurs de la pratique du pixel art.

## Versions

### Commodore Amiga
- Deluxe Paint I (1985)
- Deluxe Paint II (1986)
- Deluxe Paint III (1988)
- Deluxe Paint IV (1991)
- Deluxe Paint 4.5 AGA (1993)
- Deluxe Paint V (1995)

### Apple II GS
- DeluxePaint II (1987).

### MS-DOS
- Deluxe Paint II (1988)
- Deluxe Paint II Enhanced (1989)
- Deluxe Paint Animation (1990)
- Deluxe Paint II Enhanced 2.0, (1994)

### Atari ST
- Deluxe Paint ST (1990)

## À noter
- La version Amiga a été élue Tilt d'or 1986 du meilleur logiciel de création graphique[1].
- Le nom du personnage principal de The Secret of Monkey Island est une référence à Deluxe Paint. En effet, dans ce jeu, les copies d'images se dénommant des brushes (« brosse »), les différentes étapes de l'animation du personnage furent initialement dénommées des brushs, celui-ci n'ayant pas de nom encore défini. Au départ le joueur devait pouvoir incarner un personnage féminin et un personnage masculin. La question du nom du personnage féminin fut discuté et choisi, puis Ron Gilbert demanda l'avis à l'équipe pour "the guy brush". L'équipe a trouvé que cela sonnait bien et a été adopté par l'équipe[2].
- Certains des raccourcis claviers utilisés aujourd'hui dans Photoshop sont apparus initialement dans Deluxe Paint.
- En 2014, des œuvres numériques d'Andy Warhol produite sur un Amiga 1000 équipé de Deluxe Paint furent redécouvertes[3].